# Levantamento de peso nos Jogos Pan-Americanos de 2015 - Até 69 kg masculino
A categoria até 69 kg masculino do levantamento de peso nos Jogos Pan-Americanos de 2015 foi disputada em 12 de julho  no Centro Esportivo Oshawa, em Oshawa.

## Calendário
Horário local (UTC-4).
| Data        | Horário | Fase  |
| ----------- | ------- | ----- |
| 12 de julho | 16:30   | Final |

## Medalhistas
| Ouro   | COL Luis Javier Mosquera |
| Prata  | MEX Bredni Roque         |
| Bronze | CAN Francis Luna-Grenier |

## Recordes
Recordes mundial e pan-americano antes da disputa dos Jogos Pan-Americanos de 2015.
| Recorde mundial       | Arranque  | CHN Liao Hui          | 166 kg | Almaty, Cazaquistão                 | 10 de novembro de 2014 |
| Recorde mundial       | Arremesso | CHN Liao Hui          | 198 kg | Wroclaw, Polônia                    | 23 de outubro de 2013  |
| Recorde mundial       | Total     | CHN Liao Hui          | 359 kg | Almaty, Cazaquistão                 | 10 de novembro de 2014 |
| Recorde Pan-Americano | Arranque  | CUB Yordanis Borrero  | 147 kg | Santo Domingo, República Dominicana | 13 de agosto de 2003   |
| Recorde Pan-Americano | Arremesso | VEN Amílcar Pernia    | 180 kg | Santo Domingo, República Dominicana | 13 de agosto de 2003   |
| Recorde Pan-Americano | Total     | VEN Israel José Rubio | 318 kg | Guadalajara, México                 | 24 de outubro de 2011  |

## Resultado
| Pos.              | Halterofilista       | Nacionalidade            | Grupo | Peso Atleta (kg) | Arranque (kg) | Arremesso (kg) | Total (Kg) |
| ----------------- | -------------------- | ------------------------ | ----- | ---------------- | ------------- | -------------- | ---------- |
| Medalha de ouro   | Luis Javier Mosquera | COL Colômbia             | A     | 68.41            | 150           | 181            | 331        |
| Medalha de prata  | Bredni Roque         | MEX México               | A     | 68.14            | 137           | 180            | 317        |
| Medalha de bronze | Francis Luna-Grenier | CAN Canadá               | A     | 68.86            | 132           | 167            | 299        |
| 4                 | Jonathan Muñoz       | MEX México               | A     | 68.45            | 131           | 166            | 297        |
| 5                 | Israel José Rubio    | VEN Venezuela            | A     | 68.42            | 135           | 160            | 295        |
| 6                 | Edwar Vasquez        | VEN Venezuela            | A     | 68.99            | 130           | 165            | 295        |
| 7                 | Jonathan de la Cruz  | DOM República Dominicana | A     | 68.75            | 130           | 163            | 293        |
| 8                 | Oscar Valdizon       | GUA Guatemala            | A     | 68.73            | 125           | 157            | 282        |
| 9                 | Oscar Terrones       | PER Peru                 | A     | 67.71            | 120           | 150            | 270        |
| 10                | Ariel Batista        | PAN Panamá               | A     | 68.20            | 120           | 145            | 265        |
| 11                | Junior Lahuanampa    | PER Peru                 | A     | 67.91            | 110           | 150            | 260        |
| 12                | Neyer Saldias        | BOL Bolívia              | A     | 65.33            | 112           | 125            | 237        |
| 13                | Alex Lee             | USA Estados Unidos       | A     | 68.51            |               |                | DNF        |

Legenda
| Recorde mundial                  | Recorde mundial (World record)               |                       | Recorde africano                      | Recorde africano (African) |                                           | Q | Classificado por posição (Qualified) |
| Recorde dos Jogos Pan-Americanos | Recorde pan-americano (Pan-American record)  | Recorde da América    | Recorde da América (Americas)         | q                          | Classificado por melhor tempo (Qualified) |   |                                      |
| Melhor marca do ano              | Melhor marca do ano (World leading)          | Recorde asiático      | Recorde asiático (Asian)              | DNS                        | Não largou (Did not start)                |   |                                      |
| Recorde nacional                 | Recorde nacional (National record)           | Recorde europeu       | Recorde europeu (European)            | DNF                        | Não terminou (Did not finish)             |   |                                      |
| Recorde pessoal                  | Recorde pessoal do atleta (Personal best)    | Recorde da Oceania    | Recorde da Oceania (Oceania)          | DSQ / DQ                   | Desclassificado (Disqualified)            |   |                                      |
| Recorde da temporada             | Recorde da temporada do atleta (Season best) | Recorde sul-americano | Recorde sul-americano (South America) | NM                         | Sem marca (No mark)                       |   |                                      |